# Rhopalizarius
Rhopalizarius is een kevergeslacht uit de familie van de boktorren (Cerambycidae). De wetenschappelijke naam van het geslacht werd voor het eerst geldig gepubliceerd in 1922 door Schmidt.

## Soorten
Rhopalizarius omvat de volgende soorten:
- Rhopalizarius basalis Schwarzer, 1930
- Rhopalizarius mildbraedi Schmidt, 1922
- Rhopalizarius rufipes Schwarzer, 1930